# ソフィア・グバイドゥーリナ
ソフィア・アスガトヴナ・グバイドゥーリナ（Sofia Asgatovna Gubaidulina、1931年10月24日 - 2025年3月13日）は、ソ連邦のタタール自治共和国（現在のロシア連邦タタールスタン共和国）出身の現代音楽の作曲家。
ロシア語のキリル文字表記ではСофия Асгатовна Губайдулинаであり、カナで転写すると「サフィーヤ・アスガートヴナ・グバイドゥーリナ」となる。タタール語ではСофия Әсгать кызы Гобәйдуллина (Sofia Äsğät qızı Ğöbäydullina) 。

## 人物
タタール自治共和国のチーストポリに、タタール系の父親とロシア系の母親の間に生まれる。野原に出ては作曲家になりたいと祈るかたわら、イコンに惹かれるような少女であったという。1932年に家族でカザンに引っ越す。
1946年から1949年までカザン音楽ギムナジウムでピアノと作曲を学び、1949年から1954年までカザン音楽院で作曲をアリベルト・レーマン・グレゴリー・コーガン (Коган Григорий Михайлович) のクラスで学ぶ。1954年に同校を卒業してモスクワ音楽院に進み、ユーリ・シャポーリンのクラスで学び、その後作曲をニコライ・ペイコ (Пейко Николай Иванович) 、ピアノをヤコフ・ザークのクラスで学ぶ。さらにモスクワ音楽院の研究生として1963年までシェバリーンに師事し、卒業した。
ソビエト・ロシアで修学中に、新しい音律を探究したために「いい加減な音楽」との烙印を押されたが、ショスタコーヴィチの支持を得た。ショスタコーヴィチはグバイドゥーリナの卒業試験で、これからも「誤った道」に取り組みつづけるように激励したという。
1970年代半ばに、作曲家仲間のヴィクトル・ススリンやヴャチェスラフ・アルチョーモフらと、民族楽器を用いた即興演奏グループ「アストレヤ」を結成。
1980年代初頭にギドン・クレーメルの擁護を得て、ヴァイオリン協奏曲「オッフェルトリウム」がソ連邦の国外で演奏され、これが現在の国際的な名声のきっかけとなった。その後にT・S・エリオットの霊的な詩集に啓発を受け、この詩人へのオマージュを作曲している。
ペレストロイカが始まり、以前にもまして名声が高まると、ソ連を出て西ドイツに移住した。現在もドイツを拠点に自由な作曲生活を謳歌している。
2000年に、タン・ドゥン、オスバルド・ゴリホフ、ヴォルフガング・リームの3人と共に、シュトゥットガルト国際バッハ・アカデミーの委嘱によって「新ヨハネ受難曲」を作曲、これに続いてハノーファー放送局の委嘱によって、さらに「ヨハネ福音書による復活祭オラトリオ」を完成させる。これらの2曲は、イエス・キリストの死と復活を描いた「2部作」と呼ばれ、今のところグバイドゥーリナの最大規模を誇る作品となっている。なお、「新ヨハネ受難曲」というのはあくまで俗称であり、作曲者自身は「ヨハネ受難曲」と名づけている。
2005年には、ベートーヴェンの「交響曲第5番」に倣った「終末の光明」が、プロムスで上演されている。
2025年3月13日、移住先のドイツで死去。カザン市役所は彼女の死去を発表した。93歳没。

## 作風
グバイドゥーリナの作品は、楽器の特異な組み合わせが特徴的であり、ロシアの民族楽器であるバヤンや日本の琴（箏）を西洋のオーケストラと組み合わせたり、打楽器とサクソフォーン四重奏を組み合わせている。また、スクリャービン博物館において一時的にシンセサイザーが設置された際、いち早くこの電子楽器に興味を示し、ソ連における電子音楽の先駆者ともなった。
正教に改宗したタタール人として、キリスト教の神学や神秘主義を題材とした作品を数多く手懸けており、宗教曲も数多い。1999年にはNHK交響楽団の委嘱で、1人の奏者による3面の箏とオーケストラのための「樹影にて」を作曲している。「太陽の讃歌」はロストロポーヴィチに献呈された。
日本では、ペレストロイカ以降に旧ソ連の水面下で活動を続けた作曲家の1人として紹介されると、武満徹や高橋悠治によって支持された。武満は「オリヴィエ・メシアンの曲に出会った時以来の衝撃」と絶賛し、高橋は1990年代に演奏家としてグバイドゥーリナの作品に取り組んでいる。
初期作品では、特殊奏法への偏愛や、曲全体を貫く上昇ラインなどに現在の作風の萌芽をうかがわせている。即興演奏においてもグバイドゥーリナは1つの音を執拗に連打する音形を好んでおり、その後の作風への直接的な関連が認められる。
西側に紹介された頃には、きわめて単純な素材（たとえば半音階や単音の連続や、半音ずらした音程のグリッサンドなど）を用いつつ、それらの呪術的な積み重ねにより圧倒的なクライマックスを築き上げるという作風にたどり着いていた。時には三和音や教会旋法などが剥き出しで用いられることも多いが、それらが一切従来の音楽的意味を成さず、単なる音響として常に静的に処理され、それらの持つ緊張感の積み重ねによってのみ音楽が進行する。
1980年代初頭に、楽曲構成の手段としてフィボナッチ数列を用いるようになる。この手順は、作曲原理が得られるだけでなく、形式の「息づかい」が許されるというので魅力的に感じられたらしい。この手法による作例に、12楽章の交響曲「声…沈黙… 」、「知覚」（ Perception ）、「太初（はじめ）にリズムありき」が挙げられる。その後の福音書による作品群は、部分的にフィボナッチ数列を援用している。
グバイドゥーリナ作品の大きな特色は、椅子を奏者が持ち歩いたり(弦楽四重奏曲第1番)、三和音を単純にマテリアルとしてパネル化したり（「声…沈黙… 」）、西洋的な時間軸を意図して放棄することである。管弦楽曲でも、中央に据えられたバヤンはオーケストラとは全く無関係に蛇腹の押し引きを繰り返し（Figures of Time）、東洋哲学にも似た超越的な時間感覚を想起させる。ただし、21世紀に入り委嘱を多く受けてからのグバイドゥーリナは、単一の指揮者によって単一のリズムが打ち鳴らされる（ペスト流行時の酒宴）など、従来の西洋音楽の在り方に似せて、かつての前衛色は薄くなってきている。
作品は、シコルスキ社とシャーマー社から発売されている。

## 主要作品

### 管弦楽曲
- 声...沈黙... 12楽章の交響曲 (1986)
- 音階 (1992)
- 白馬の騎士 (2002)
- 終末の光明 (2003)
- ペスト流行時の酒宴 (2006)

### 協奏曲
- オッフェルトリウム (ヴァイオリン協奏曲第1番、1980、1982, 1986改訂)
- ヴィオラ協奏曲 (1996)
- 太陽の讃歌 (チェロ、室内合唱と打楽器のための協奏曲、1997)
- 樹影にて (アジアの箏とオーケストラのための協奏曲、1998)
- 希望と絶望の偽りの顔 (フルート協奏曲、2005)
- 今この時の中で (ヴァイオリン協奏曲第2番、2007)
- グロリアス・パーカッション (パーカッション協奏曲、2008)
- ヴァイオリン、チェロとバヤンのための協奏曲 (2017)

### 声楽
- 知覚 for soprano, baritone (speaking voices) and 7 string instruments (1981, rev. 1983, 1986)
- マリーナ・ツヴェターエワへのオマージュ for a cappella choir (1984)
- T.S.エリオットへのオマージュ for soprano and octet (1987)
- ヨハネ受難曲 (2000)
- ヨハネの福音書による復活祭オラトリオ (2001)

### 独奏曲
- ギターのためのセレナーデ (1960)
- ピアノのためのシャコンヌ (1963)
- ピアノ・ソナタ (1965)
- 音楽おもちゃ箱 (1969)
- オルガンのための「光と闇」 (1976)

### 室内楽
- ピアノ五重奏曲 (1957)
- 弦楽四重奏曲第1番 (1971)
- チェロとオルガンのためのイン・クローチェ (1979、 1991年にチェロとバヤン編曲版を制作。)
- フルート、ヴィオラとハープのための「喜びと悲しみの庭園」 (1980)
- Rejoice (ヴァイオリンとチェロのためのソナタ、1981)
- チェロ、バヤンと弦楽合奏のための「7つの言葉」 (1982)
- 弦楽四重奏曲第2番 (1987)
- 弦楽四重奏第3番 (1987)
- 弦楽三重奏曲 (1988)
- バヤン、ヴァイオリンとチェロのための「シレンツォ」(1991)
- 弦楽四重奏曲第4番 (1993)
- サキソフォン四重奏と6人のパーカッションのための「期待して」 (1994)
- 弦楽四重奏のための「バッハの主題によるリフレクションズ」 (2002)
- 深遠なる for seven violoncelli and two waterphones (2002)
- オルフェの竪琴 for violin, percussion, and strings (2006)

### 映画音楽
- BLACKSMITH THE MAGICIAN (1967)
- JUNGLE BOOK (RAKSHA) (1967)
- JUNGLE BOOK. THE KIDNAPPING (1968)
- JUNGLE BOOK. AKELAS LAST HUNTING (1969)
- JUNGLE BOOK. THE FIGHT (1970)
- JUNGLE BOOK. A RETURN TO PEOPLE (1971)
- STORIES ABOUT THE SPACE (1973)
- THE JUNGLE BOOK (1973)
- THE MAN AND HIS BIRD (1975)
- THE TOMFOOLERY (1981)
- THE CAT WHO WALKED BY HERSELF (1988)
- Mary Queen Of Scots (2013)

## 受賞歴
- ローマ国際作曲家コンクール (1974年)[5]
- ハイデルベルク女性芸術家賞 (1991年)[5]
- フランコ・アビアート賞 (1991年)[5]
- クーセヴィッキー国際録音賞 (1994年)[5]
- 第10回高松宮殿下記念世界文化賞音楽部門 (1998年)[5]
- ゲーテ・メダル (2001年)[6]
- ドイツ音楽作家賞生涯功労賞 (2017年)[7]
- ロイヤル・フィルハーモニック・ソサエティ・ゴールドメダル (2019年)[8]

## 関連人物
- エディソン・デニソフ
- アルフレート・シュニトケ
- アルヴォ・ペルト
- ニコライ・カレートニコフ
- アレクサンドル・ヴスティン
- エレーナ・フィルソヴァ
- ディミトリー・スミルノフ